# Heidi Hohner
Heidi Hohner ist das Pseudonym der deutschen Autorin Sigi Hohner (* 1970).
Sie studierte Psychologie und hat einen Abschluss als Diplom-Psychologin. Sie arbeitete ab 2000 für MTV Germany in München in der Newsredaktion und ab 2003 in Berlin, wo sie bis zur Chefredakteurin aufstieg. Nach ihrer Schwangerschaft und der Geburt ihres ersten Sohnes im Jahr 2006 gab sie ihre Karriere bei MTV auf und schrieb ihren ersten Roman Einer links, einer rechts, einen fallen lassen, in dem sie ihre Zeit bei MTV verarbeitete. 2009 kamen Zwillingssöhne zur Welt.  Ihr 2013 erschienener Roman Betthupferl wurde vom Oberbayerischen Volksblatt als „skurrile Heimat-Komödie“ bewertet. Auch Zipfelklatscher (2013) ist ein Heimatroman. Ihre Bücher Betthupferl und Zipfelklatscher sind auch als Hörbücher erschienen. Schluchtenscheißer aus dem Jahr 2016 ist ein Heimatkrimi. Hohner lebt mit ihrem Mann und ihren drei Söhnen auf der Fraueninsel im Chiemgau. Jetzt ist Hohner als Atem- und Lifecoach tätig.

## Werke
- 2010: Einer links, einer rechts, einen fallen lassen, Piper, München, ISBN 978-3-492-25804-3
- 2011: Erst der Sex, dann das Vergnügen, Piper, München, ISBN 978-3-492-25805-0
- 2013: Zipfelklatscher, Piper, München, ISBN 978-3-492-30026-1
- 2013: Betthupferl, Piper, München, ISBN  978-3-492-30422-1
- 2016: Schluchtenscheißer: ein Fall für Lucky Lämmermeier, Piper, München, ISBN 978-3-492-30679-9